# Nemotelus curdistanus
Nemotelus curdistanus är en tvåvingeart som beskrevs av Szilady 1941. Nemotelus curdistanus ingår i släktet Nemotelus och familjen vapenflugor.
Artens utbredningsområde är Turkiet. Inga underarter finns listade i Catalogue of Life.